# Turkish Stars
Los Türk Yıldızları (en español: «Estrellas Turcas»), más conocidos internacionalmente por su nombre en inglés, Turkish Stars, son un grupo de demostración de vuelo que forma parte de la Fuerza Aérea Turca y que fue creado el 7 de noviembre de 1992, recibiendo su nombre el 11 de enero de 1993. Es el grupo acrobático nacional de Turquía y en sus demostraciones aéreas operan ocho aviones Northrop F-5 Freedom Fighter, aunque disponen de cuatro más, y de un Transall C-160 y un C-130 Hércules como aviones de apoyo. Es uno de los pocos grupos de demostración de vuelo que emplean aviones supersónicos.
Durante una exposición aérea el 24 de agosto de 2001 en Bakú (Azerbaiyán), los Turkish Stars hicieron una demostración frente a más de un millón de personas, siendo hasta el momento el único grupo de acrobático que lo ha logrado.

## Aviones utilizados
| Avión                           | Número | Periodo           |
| ------------------------------- | ------ | ----------------- |
| Northrop F-5A/B Freedom Fighter | 7/?    | 1992 — 2001       |
| Northrop F-5A/B Freedom Fighter | 8/2    | 2001 — actualidad |

| Avión          | Número | Periodo           |
| -------------- | ------ | ----------------- |
| C-130 Hercules | 1      | ¿? — 2008         |
| Transall C-160 | 1      | 2008 — actualidad |

## Galería de imágenes

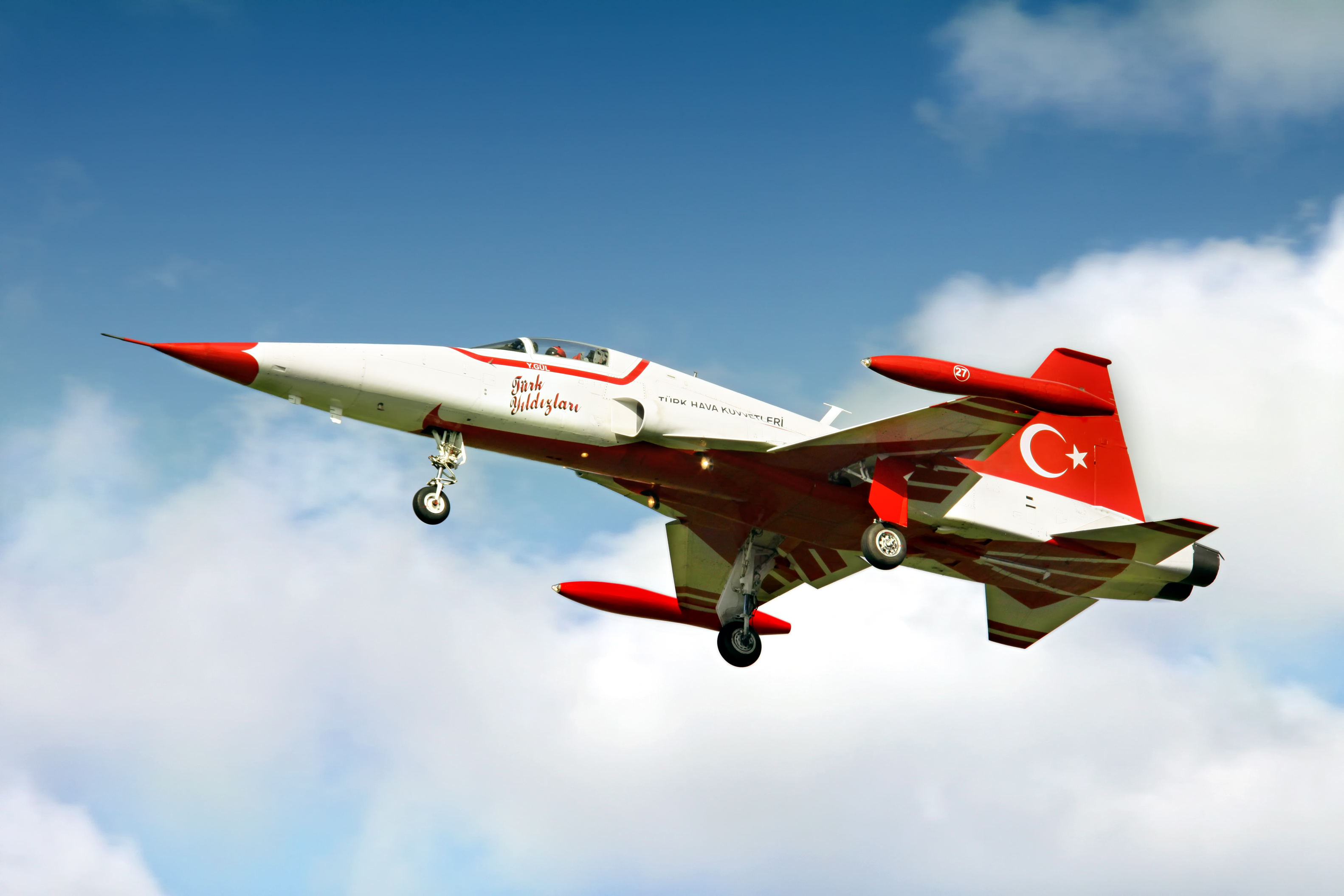
Un Canadair NF-5A de los Turkish Stars aterrizando durante la exhibición aérea en Kecskemét en 2010.
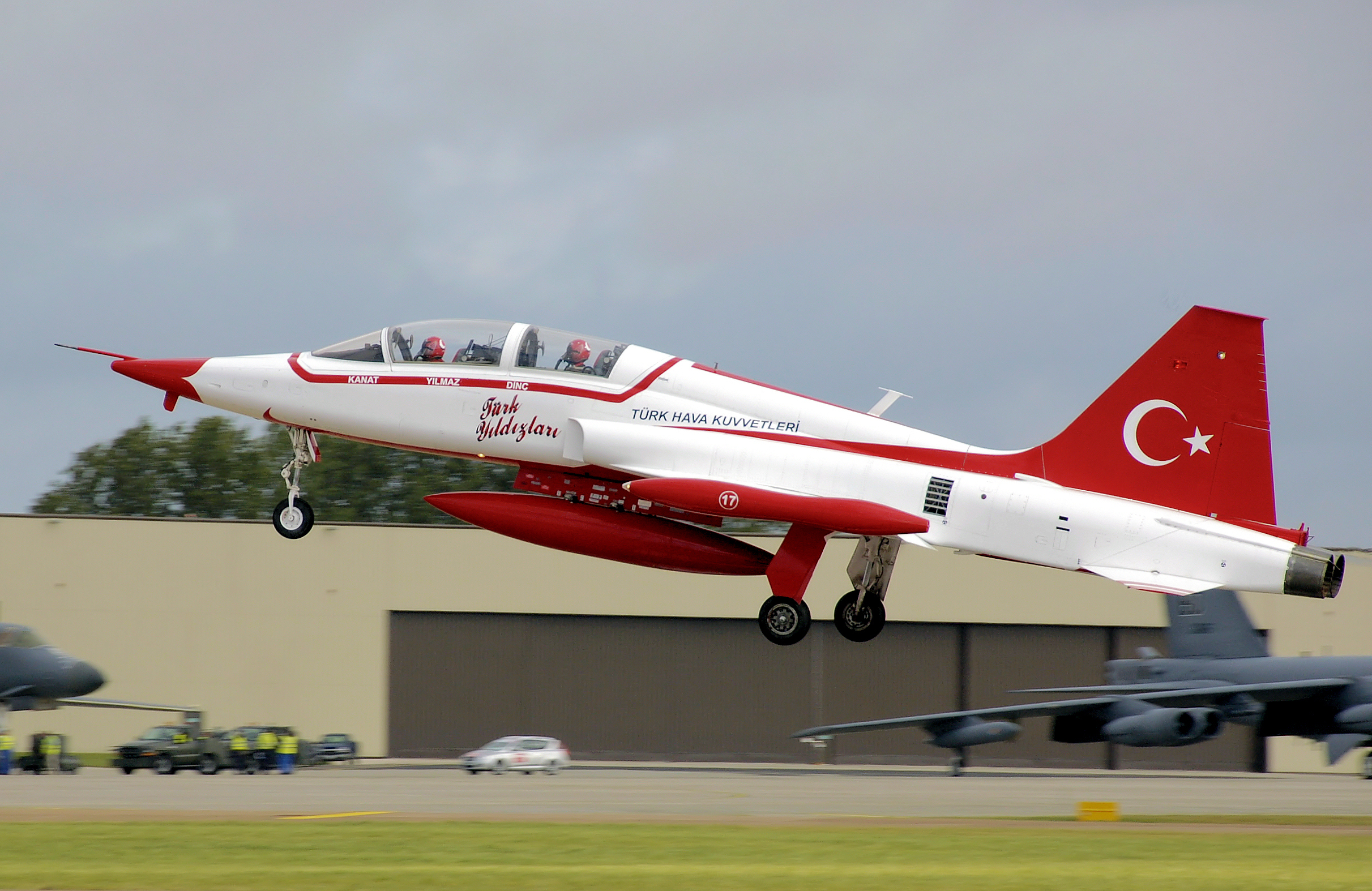
NF-5B de los Turkish Stars despegando.
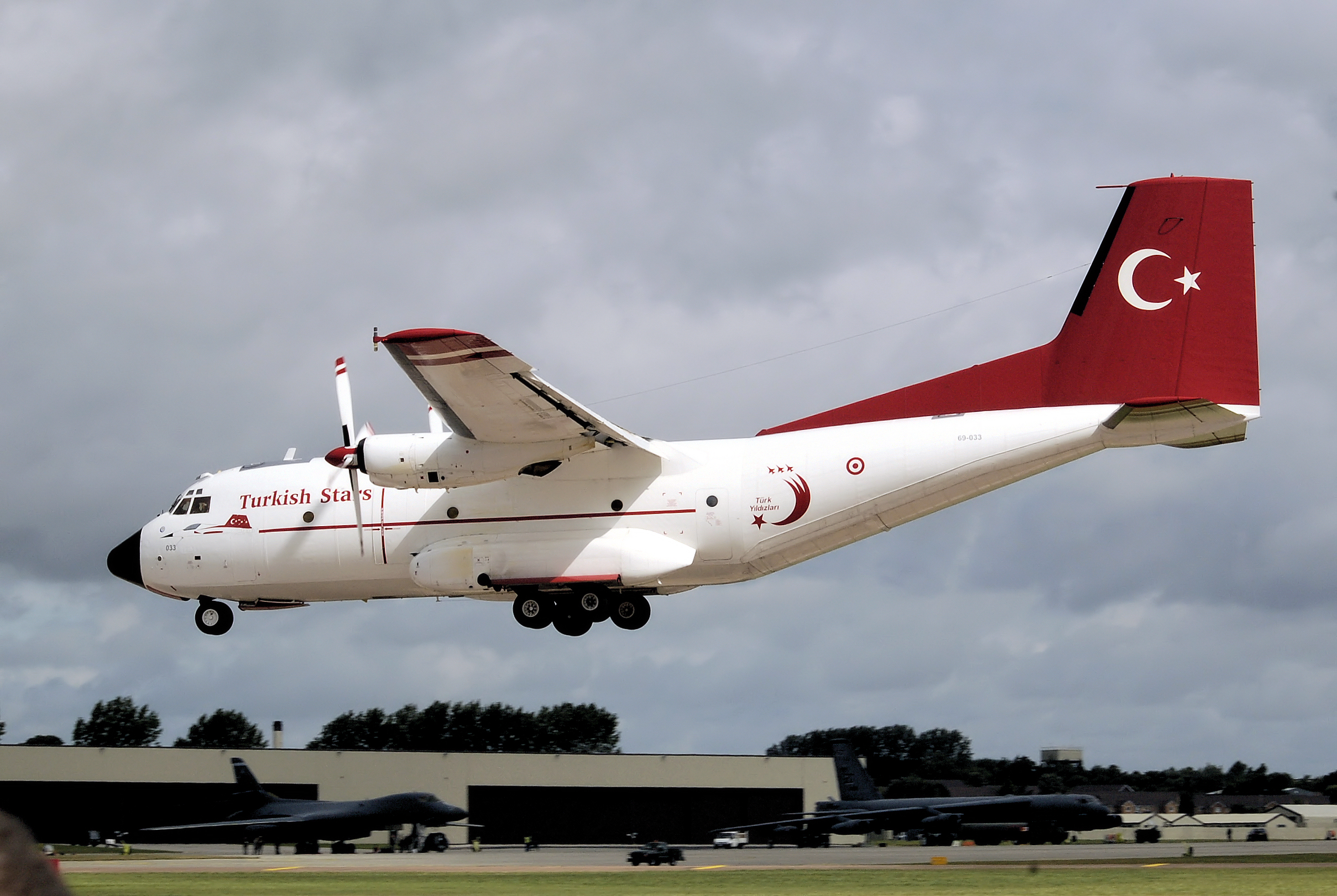
Transall C-160 de los Turkish Stars aterrizando.